# 나쁜 여자들 (1994년 영화)
《나쁜 여자들》(영어: Bad Girls)은 미국에서 제작된 조너선 캐플런 감독의 1994년 서부극 영화이다. 매들린 스토 등이 출연하였고, 앨버트 S. 러디 등이 제작에 참여하였다.

## 줄거리
서부 개척지 술집 매춘소에서 일하던 네 여성은 새 삶을 꿈꾸며 함께 도망을 치고, 핑커턴 탐정들이 그 뒤를 쫓는다. 그러나 네 여성은 자금 마련을 위해 은행에서 예금을 인출하던 중 은행 강도에게 돈을 빼앗기고 한 명이 무고하게 감옥에 갇히고 마는데...

## 출연진
- 매들린 스토
- 메리 스튜어트 매스터슨
- 앤디 맥다월
- 드루 배리모어
- 제임스 루소
- 제임스 러그로
- 로버트 로자
- 더멋 멀로니
- 짐 비버
- 닉 친런드
- 해리 노섭
- 쿠퍼 허커비
- 뷸라 궈

## 기타 제작진
- 공동 제작: 윌리엄 페이
- 배역: 마이크 펜턴, 줄리 셀저, 줄리 애슈턴
- 미술: 가이 반스
- 의상: 수지 디샌토